# Pierre Piton
Pour les articles homonymes, voir Piton.

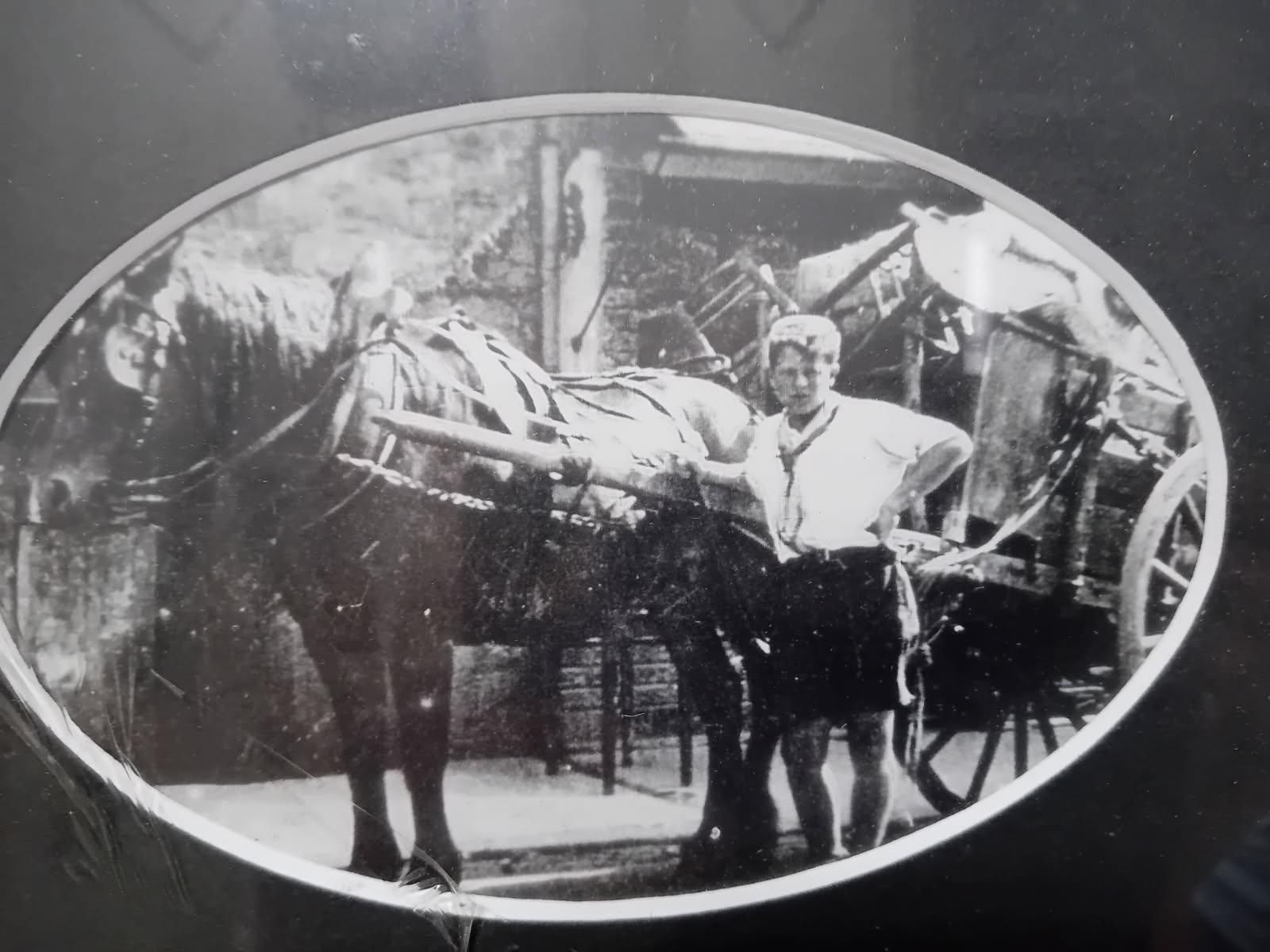
Pierre Piton le Chambon 1943

Pierre Piton, né le 17 février 1925 à Saint-Jacques-d'Aliermont, en Seine-Maritime, et mort le 26 novembre 2000 à Clermont-Ferrand, est un résistant français.

## Biographie
Fils d'un capitaine au long cours et d'une institutrice, d'une famille catholique, Pierre Piton fréquente pourtant les éclaireurs unionistes du temple de Bolbec et se rapproche du protestantisme. Il obtient en 1941 un CAP en chaudronnerie au Havre. En septembre 1942, il arrive au Chambon-sur-Lignon (Haute-Loire) où il devient maître d'internat à l'école nouvelle cévenole, et élève à l'école préparatoire de théologie protestante.
Pierre Piton devient passeur de Juifs entre la Montagne-refuge du Chambon et la Suisse, via Saint-Étienne, Lyon et Annecy. Mettant à profit sa jeunesse, son uniforme de scout, et sa discrétion, il fait passer une soixantaine de Juifs entre septembre 1942 et mars 1943, en une vingtaine de voyages. Selon son témoignage, « Mes amis avaient comme consigne de ne jamais rebrousser chemin et de marcher en avant, en direction des lumières suisses ».
Arrêté par les Italiens à Collonges-sous-Salève le 25 mars 1943, il est emprisonné, puis libéré par la gendarmerie de Grenoble, mais il doit cesser son activité de passeur de réfugiés.
À partir de la fin avril 1943, il  organise avec Pierre Brès un maquis entre Les Vastres et Mars, à la limite de la Haute-Loire et de l'Ardèche. Il enrôle vingt jeunes réfractaires au Service du travail obligatoire (STO) originaires de Bolbec, avec l'aide d'Henri Fleury. Au début de 1944, il se met au service d'Étienne Saintenac, chef des Mouvements unis de la Résistance en Languedoc, et devient instructeur en sabotage. Durant l'été 1944, avec le maquis Aigoual-Cévennes, il participe aux combats de Pont d'Hérault, Ganges et Saint-Hippolyte-du-Fort, avec le grade de lieutenant.
Après la Seconde Guerre mondiale, Pierre Piton reprend ses études et il obtient le diplôme de l'École pratique coloniale du Havre, puis il mène une carrière d'ingénieur agronome dans plusieurs pays d'Afrique, de 1947 à 1980. Il prend sa retraite sur la Montagne-refuge, dans la commune de Fay-sur-Lignon. Une stèle dressée à Villelonge (commune des Vastres) rappelle son message : « Ici chaque ferme a caché au moins un Juif, un réfractaire au STO, ou un Résistant ». Ayant dénombré minutieusement les familles d'accueil et les réfugiés, il estime dès 1993 le nombre de ces derniers à mille au maximum, dans l'îlot protestant du Chambon et du Mazet-Saint-Voy.
Pierre Piton a reçu la médaille de la Résistance et la croix de Guerre. La commission du Mémorial de Yad Vashem lui a décerné le diplôme de Juste parmi les nations. Deux fois marié, il a eu quatre filles : Christine, Martine, Véronique et Marie-Cécile.
Ses papiers sont déposés aux Archives départementales de la Haute-Loire, sous la cote 168 J 1-203.

## Décorations
Médaille de la Résistance française
 Croix de guerre 1939–1945